# Jaydia
Jaydia is een geslacht van straalvinnige vissen uit de familie van de kardinaalbaarzen (Apogonidae).

## Soorten
- Jaydia argyrogaster Weber, 1909
- Jaydia melanopus Weber, 1911
- Jaydia photogaster Gon & Allen, 1998